# SD Gundam: SD Sengokuden 2 - Tenka Tōitsu Hen
SD Gundam: SD Sengokuden 2 - Tenka Tōitsu Hen (SD戦国伝2 天下統一編) est un jeu vidéo de stratégie développé et édité par Bandai en janvier 1992 sur Game Boy. C'est une adaptation en jeu vidéo de la série basée sur l'anime Mobile Suit Gundam et notamment Super Deformed Gundam et sa « sous-franchise » SD Sengokuden. C'est le deuxième opus d'une série de trois jeux vidéo.

## Série
1. SD Gundam: SD Sengokuden - Kunitori Monogatari : 1990, Game Boy
2. SD Gundam: SD Sengokuden 2 - Tenka Touitsu Hen
3. SD Gundam: SD Sengokuden 3 - Chijou Saikyou Hen : 1992, Game Boy